# Casimir III van Płock
Casimir III van Warschau (10 juni 1448/8 juni 1449 - Pułtusk, 9 juni 1480) was van 1454 tot 1471 medehertog van Warschau, van 1462 tot 1475 hertog van Płock en van 1475 tot aan zijn dood bisschop van Płock. Hij behoorde tot de Mazovische tak van het huis Piasten.

## Levensloop
Casimir III was de vijfde, maar tweede overlevende zoon van hertog Bolesław IV van Warschau en de Litouwse prinses Barbara Olelkovna van Sloetsk-Kapyl. 
Na het overlijden van zijn vader in september 1454 erfden Casimir III en zijn broers Koenraad III Rudy en Bolesław V het hertogdom Warschau. In 1455 werd zijn jongste broer Jan II postuum geboren en werd die ook hertog van Warschau. Wegens hun minderjarigheid werden de vier broers onder het regentschap geplaatst van hun moeder en bisschop Paweł Giżycki van Płock. Hun regentschap eindigde in 1462, toen de oudste broer Koenraad III Rudy volwassen werd verklaard.
Na het overlijden van hertog Wladislaus II van Płock erfden Casimir III en zijn broers in 1462 de districten Płock, Płońsk en Zawkrze, terwijl de districten Belz, Rawa en Gostynin door het koninkrijk Polen werd geannexeerd. Casimir III en zijn broers Bolesław V en Jan II werden op 3 april 1471 volwassen verklaard, waarna zij en hun oudste broer Koenraad III Rudy hun gezamenlijke domeinen onderling verdeelden. Hierbij kreeg Casimir de districten Płock, Płońsk, Zawkrze, Wizna en Wyszogród.
Casimir besloot een kerkelijke loopbaan te volgen en werd benoemd tot deken en kanunnik van de kathedraal van Płock. Toen bisschop Ścibor z Gościeńczyc van Płock in mei 1471 stierf, stelde Casimir III zich kandidaat om hem op te volgen als bisschop. Koning Casimir IV van Polen verzette zich daartegen en verkoos zijn kanselier en koninklijk secretaris Andrzej Oporowski als erfopvolger. De kapittel zelf ondersteunde de kandidatuur van Ścibor Bielski. Toen de kapittel zich realiseerde dat ze de kandidatuur van Bielski niet konden doordrukken, besloten ze Casimir III te steunen. De zaak moest uiteindelijk in Rome opgelost worden. De paus koos ten gunste van Casimir III, omdat keizer Frederik III een belangrijke ondersteuner van Casimir was. Hoewel Casimir nog niet de minimumleeftijd van 30 jaar had, vond zijn bisschopsverkiezing toch plaats. Hierdoor bestuurde hij het bisdom aanvankelijk als seculier administrator, totdat hij in september 1475 een pauselijke dispensatie kreeg. Vervolgens werd hij in de kerk van Pułtusk als bisschop van Płock geïnstalleerd.
Na zijn bisschoppelijke wijding stond Casimir III zijn grondgebied af aan zijn broers Koenraad III Rudy en Jan II. Hij was niet in staat om als bisschop een grote impact te maken. Zijn bisschoppelijke functie verzekeren kostte hem hoge sommen geld. Om zijn schuldenberg te verkleinen wilde hij geld uit de kerkelijke schatkist halen, wat verzet veroorzaakte bij de kapittel. De zaak ging naar de paus, die de financiën van het bisdom Płock onder zijn directe controle plaatste. Kort nadien stierf Casimir III in juni 1480 aan de pest. Hij werd bijgezet in de kerk van Pułtusk.